# Georg Brandes-prisen
Georg Brandes-prisen er indstiftet af Litteraturkritikernes Lav i 1969. Prisen uddeles i december eller januar og tildeles en forfatter for et kritisk værk, der er udkommet inden for det seneste år. 
Prisen blev indstiftet på en ekstraordinær generalforsamling i Litteraturkritikernes Lav den 23. september 1969 og den blev uddelt første gang den 26. november 1969. Med prisen følger et pengebeløb, som oprindelig var på 1.000 kr, men som gradvis er blevet reguleret og nu (dvs. i 2024) er på 75.000 kr.
Udover Georg Brandes-prisen uddeler Litteraturkritikernes Lav også Kritikerprisen.

## Prismodtagere
- 1969 – Aage Henriksen og Johan Fjord Jensen for tidsskriftet Kritik
- 1970 – Sven Møller Kristensen: Litteratursociologiske essays
- 1971 – Jørgen Bukdahl: Folkelighed og eksistens
- 1972 – Peter P. Rohde: Både – og
- 1973 – Villy Sørensen: Uden mål – og med (essays)
- 1974 – Oluf Friis: Den unge Johannes V. Jensen 1873-1902. I-II
- 1975 – Børge Houmann
- 1976 – Ebbe Spang-Hanssen: Kulturblindhed
- 1977 – Ulrich Horst Petersen
- 1978 – Morten Borup
- 1979 – John Chr. Jørgensen
- 1980 – Nynne Koch
- 1981 – Keld Zeruneith: Den frigjorte. Emil Aarestrup i digtning og samtid. En biografi (disputats)
- 1982 – Thomas Bredsdorff: Tristans børn. Angående digtning om kærlighed og ægteskab i den borgerlige epoke
- 1983 – Pil Dahlerup: Det moderne gennembruds kvinder
- 1984 – Poul Behrendt: Bissen og dullen
- 1985 – Hans Hertel
- 1986 – Tania Ørum
- 1987 – Bodil Wamberg: Johanne Luise Heiberg (biografi)
- 1988 – Torben Brostrøm: Visse øjeblikke
- 1989 – Frans Lasson: Olaf Bull. Brev fra en dikters liv. Bind 1-2
- 1990 – Jens Andersen: Thit – den sidste valkyrie (biografi)
- 1991 – Bjørn Bredal
- 1992 – F.J. Billeskov Jansen
- 1993 – Carsten Jensen
- 1994 – Inge Eriksen
- 1995 – Henrik Wivel: Den store stil. Dansk symbolisme og impressionisme omkring år 1900
- 1996 – Per Stig Møller: Den naturlige orden
- 1997 – Peter Schepelern: Lars von Triers elementer (biografi)
- 1998 – Jørgen Haugan (no): Alt er som bekendt erotik (biografi, Martin Andersen Nexø)
- 1999 – Marianne Juhl: Peter Seeberg (biografi)
- 2000 – Joakim Garff: SAK (biografi)
- 2001 – Søren Schou: Og andre forfattere. Dansk fiktionsprosa 1945-60
- 2002 – Finn Stein Larsen: Den magiske livskreds. Frank Jægers lyrik
- 2003 – Hans Hauge: Post-Danmark. Politik og æstetik hinsides det naturlige
- 2004 – Jørgen Knudsen: Georg Brandes. Bind 1-8
- 2004 – Ekstraordinær ærespris til Thomas Bredsdorff for bogen Den brogede oplysning
- 2005 – Jens Engberg: Magten og kulturen. Bind 1-3
- 2006 – Mette Dalsgaard: En optimistisk tragedie. Sovjetruslands litteratur 1917-85
- 2007 – Niels Frank: Alt andet er løgn
- 2008 – Rune Lykkeberg: Kampen om sandhederne
- 2009 – Erik A. Nielsen: Kristendommens retorik. Den kristne digtnings billedformer
- 2010 – Dan Ringgaard: Stedssans
- 2011 – Lis Møller: Erindringens poetik
- 2012 - Sune de Souza Schmidt-Madsen: En lille bog om Blixen
- 2013 - Niels Barfoed: Benedicte - En skæbne
- 2014 - Martin Zerlang: Karikaturland - i krydsild mellem danske forfattere og tegnere
- 2015 - Hans Otto Jørgensen: Horden - 13 digterportrætter 1872-1912
- 2016 - Ivar Gjørup: Platons gåde
- 2017 - Litteraturmagasinet Standart[1]
- 2018 - Frits Andersen: Sydhavsøen. Nydelsens geografi
- 2019 - Henrik Yde: NEXØ. Martin Andersen Nexøs liv og værk[2]
- 2020 – Susanne Christensen (no): Leonoras rejse
- 2021 - Tine Roesen: Dostojevskij. En introduktion[3]
- 2022 - Ida Jessen: Endnu en bog jeg aldrig skrev
- 2023 - Atlas magasin [4]